# Frank Adisson
Frank Adisson (Tarbes, 24 luglio 1969) è un ex canoista francese.

## Palmarès

### Olimpiadi
- 2 medaglie:
  - 1 oro (Atlanta 1996 nel C2)
  - 1 bronzo (Barcellona 1992 nel C2)

### Mondiali
- 9 medaglie:
  - 4 ori (Tacen 1991 nel C2; Tacen 1991 nel C2 a squadre; Três Coroas 1997 nel C2; Três Coroas 1997 nel C2 a squadre)
  - 3 argenti (Mezzana 1993 nel C2 a squadre; Nottingham 1995 nel C2; Nottingham 1995 nel C2 a squadre)
  - 2 bronzi (Mezzana 1993 nel C2; La Seu d'Urgell 1999 nel C2 a squadre)

### Europei
- 1 medaglia:
  - 1 argento (Mezzana 2000 nel C2)